# Pelomyia boliviensis
Pelomyia boliviensis är en tvåvingeart som beskrevs av Foster och Wayne N. Mathis 2003. Pelomyia boliviensis ingår i släktet Pelomyia och familjen Canacidae. Inga underarter finns listade i Catalogue of Life.